# Fodbold under sommer-OL 2020
Fodbold under Sommer-OL 2020 bliver afholdt fra den 24. juli til den 9. august 2020. Der spilles for både herrer og damer. Kampene spilles på følgende stadium: Tokyo Stadium i Tokyo, Sapporo Dome i Sapporo, Miyagi Stadium i Sendai, Ibaraki Kashima Stadium i Ibaraki, Saitama Stadium i Saitama samt International Stadium Yokohama i Yokohama.
Nationer, der er medlem af FIFA, kan kvalificere hold til turneringen. Herrernes hold er forpligtet til at bestå af spillere under 23 år (født 1. januar 1997 eller efter), dog med et tilladt maksimum på tre spillere, der overstiger aldersgrænsen. Der er samtidig ingen aldersspecifikke regler ved damernes turnering.

## Turneringsformat
Til herrernes turnering deltager 16 nationer. Der indledes med 4 puljer, hvor de to bedste går videre. Herefter fortsættes efter cup systemet, startende med kvartfinaler, hvor taberne ryger ud. Efter semifinalerne mødes taberne om bronzemedaljen. I damernes turnering deltager 12 nationer. Der indledes med 3 puljer, hvor de to bedste går videre og ligeledes de to bedste treere. Herefter er turneringsstrukturen ens med herrerne.

## Medaljefordeling

### Medaljetabel
| Rank           | NOC            | Guld | Sølv | Bronze | Total |
| -------------- | -------------- | ---- | ---- | ------ | ----- |
| 1              | Brasilien      | 1    | 0    | 0      | 1     |
| 1              | Canada         | 1    | 0    | 0      | 1     |
| 3              | Sverige        | 0    | 1    | 0      | 1     |
| 3              | Spanien        | 0    | 1    | 0      | 1     |
| 5              | USA            | 0    | 0    | 1      | 1     |
| 5              | Mexico         | 0    | 0    | 1      | 1     |
| Total (6 NOCs) | Total (6 NOCs) | 2    | 2    | 2      | 6     |

### Medaljevindere
| Medaljetagere | Medaljetagere | Medaljetagere | Medaljetagere |
| ------------- | --- | --- | --- |
| Turnering     | Guld | Sølv | Bronze |
| Kvinder       | Canada Stephanie Labbé Allysha Chapman Kadeisha Buchanan Shelina Zadorsky Quinn Deanne Rose Julia Grosso Jayde Riviere Adriana Leon Ashley Lawrence Desiree Scott Christine Sinclair Évelyne Viens Vanessa Gilles Nichelle Prince Janine Beckie Jessie Fleming Kailen Sheridan Jordyn Huitema Sophie Schmidt Gabrielle Carle Erin McLeod | Sverige · Hedvig Lindahl · Jonna Andersson · Emma Kullberg · Hanna Glas · Hanna Bennison · Magdalena Eriksson · Madelen Janogy · Lina Hurtig · Kosovare Asllani · Sofia Jakobsson · Stina Blackstenius · Jennifer Falk · Amanda Ilestedt · Nathalie Björn · Olivia Schough · Filippa Angeldal · Caroline Seger · Fridolina Rolfö · Anna Anvegård · Julia Roddar · Rebecka Blomqvist · Zećira Mušović | USA · Alyssa Naeher · Crystal Dunn · Sam Mewis · Becky Sauerbrunn · Kelley O'Hara · Kristie Mewis · Tobin Heath · Julie Ertz · Lindsey Horan · Carli Lloyd · Christen Press · Tierna Davidson · Alex Morgan · Emily Sonnett · Megan Rapinoe · Rose Lavelle · Abby Dahlkemper · Adrianna Franch · Catarina Macario · Casey Krueger · Lynn Williams · Jane Campbell |
| Mænd          | Brasilien Santos Dani Alves Nino Diego Carlos Guilherme Arana\|Douglas Luiz Bruno Guimarães Claudinho Antony Matheus Cunha Richarlison Brenno Bruno Fuchs Ricardo Graça Abner Gabriel Menino Matheus Henrique Reinier Malcom Paulinho Gabriel Martinelli Lucão                                                                           | Spanien · Unai Simón · Óscar Mingueza · Marc Cucurella · Pau Torres · Jesús Vallejo · Martín Zubimendi · Marco Asensio · Mikel Merino · Rafa Mir · Dani Ceballos · Mikel Oyarzabal · Eric García · Álvaro Fernández · Carlos Soler · Jon Moncayola · Pedri · Javi Puado · Óscar Gil · Dani Olmo · Juan Miranda · Bryan Gil · Iván Villar                                                             | Mexico (MEX) Luis Malagón Jorge Sánchez César Montes Jesús Angulo Johan Vásquez Vladimir Loroña Luis Romo Carlos Rodríguez Henry Martín Diego Lainez Alexis Vega Adrián Mora Guillermo Ochoa Érick Aguirre Uriel Antuna José Joaquín Esquivel Sebastián Córdova Eduardo Aguirre Ricardo Angulo Fernando Beltrán Roberto Alvarado Sebastián Jurado                 |

## Eksterne kilder
- https://tokyo2020.org/en/games/sport/olympic/football/ Arkiveret 23. juni 2018 hos  Wayback Machine